# Holt nyelv
A holt nyelv olyan nyelv, amelyet már nem használ egyetlen nemzet, nép vagy közösség sem, vagyis nincsenek (akár egy-, akár kétnyelvű vagy akár többnyelvű) anyanyelvi beszélői.

## Nyelvek kihalásának okai
Egy nyelv kihalásának két fő oka lehetséges. Az egyik, hogy teljesen eltűnik a nyelvet beszélő nép, meghal a nyelvet használó közösség utolsó anyanyelvi beszélője is. A másik ok általában az, ha a nyelvet eredetileg beszélő nép vagy közösség másik nyelvet vesz fel (ez történhet spontán és erőszakos módon is, önkéntes és fokozatos asszimilálódással valamint kényszerasszimilációval), amire sokszor volt már példa a történelem folyamán (lásd nyelvcsere).

## A holt nyelv fogalmának problematikája
A holt nyelv fogalmánál ugyanazokkal a problémákkal szembesülünk, mint magánál a nyelv fogalmánál. A nyelvek és nyelvjárások ugyanis a legtöbb esetben nyelvi kontinuumot alkotnak, azaz adott esetben nem lehet pontosan meghúzni a határt, hogy mi számít külön nyelvnek, és mi csupán nyelvváltozatnak. Számos esetben csak társadalmi és politikai okai vannak annak, hogy egy dialektust külön nyelvnek tekintenek (ilyen például a nemzeti-etnikai elkülönülés), ugyanakkor az ellenkezője is igaz: elkülönítő körülmény hiányában egymástól erősen különböző nyelvváltozatokat is tekinthetnek egyazon nyelv nyelvjárásainak. Mindezek alapján sokszor nehéz azt megmondani, hogy egy adott nyelv vagy nyelvjárás mikor tekinthető kihaltnak. Szigorú értelemben az a nyelv tekinthető kihaltnak, amely utód nélkül veszett ki, azaz se újabb nyelvváltozatát, se leánynyelvét nem beszéli anyanyelvi közösség.

## „Holt nyelvek”, amelyek nem haltak ki, sőt
A fentieket jól példázza a latin különleges esete, amelynek sokáig nemzetközi közvetítőnyelvként funkcionált (korszakai alapján előbb „középkori” majd „újkori latin”-ról beszélünk) a mesterségesen, azaz oktatás útján (írásban és szóban is) megőrzött régebbi nyelvváltozata (klasszikus, aranykori latin). Tehát a beszélt latin nem halt ki, mivel – a korábbi állapotot életben tartó magasabb presztízsű nyelvváltozat mellett – a hétköznapokban folyamatosan beszélték, és e beszélt helyi változatai, dialektusai fokozatosan alakultak és fejlődtek a maguk útján, míg ma újlatin nyelvek csoportjáról beszélünk már, amelyeket több mint 800 millió ember beszél a spanyoltól a rétorománig.
Hasonló a helyzet az ógörög nyelvvel és a szanszkrit nyelvvel is. Az ógörög folyamatosan alakult át a mai görög nyelvbe, mindenféle törés, vagy a folyamatosság bármiféle hiánya nélkül. A szanszkritnak éppúgy élnek a modern leszármazottai (hindi, bengáli, nepáli, cigány stb.), mint maga a klasszikus szanszkrit nyelv, amelyet becslések szerint 6000 indiai máig anyanyelvi fokon beszél.
Nyelvészeti értelemben tehát ezek mai élő nyelvek korábbi nyelvváltozatai, melyek éppen élő voltuk miatt alakultak folyamatosan, míg mai változataik már nagyban eltérnek az irodalmi értéke miatt ma is magas presztízsű korábbi nyelvváltozattól. A latin (és kisebb részben a szanszkrit, arab és görög) esetében további problémát jelent, hogy különféle vallások szent iratainak nyelve lévén korábbi nyelvváltozataikat mesterségesen „beszélt” állapotban tartották jó ideig, illetve bizonyos mértékben máig.
Amikor tehát megállapítjuk, hogy a 18. századra a nemzetközi diplomácia nyelvében a francia (maga is latin nyelv) kezdte háttérbe szorítani a beszélt latin idiómáktól már réges-régen nagyon eltávolodott „páneurópai latint”, majd a 19. században a tudomány nemzetközi nyelve szerepét előbb a német és angol, majd a 20. században a szókincsében óriási latin befolyást őrző angol vette át, akkor csak azt állapítjuk meg, hogy egy magas presztízsű nyelv szánt szándékkal fenntartott korábbi nyelvállapotának beszélt változata újra visszaszorult az írásbeliségbe. (Természetesen tovább bonyolítja a helyzetet, hogy a középkori és újkori latin – lévén valóban egyetemes használatban – maga is állandóan változott, helyi változatai alakultak ki, és bár a beszélők és írástudók szeme előtt állandóan az aranykor irodalmi nyelve lebegett, valójában attól nagyon távol álltak már.) A latinéhoz hasonló karriert (különféle nyelvváltozatain, befolyásán és leánynyelvein keresztül) egyetlen nyelv sem futott be a világ nyelvei közül, ezért szinte lehetetlen az egyéb nyelveknél működő besorolási szempontok, fogalmak szerint pontosan leírni a történetét, ma az angol és annak számos változata van hasonló helyzetben mint egyrészt anyanyelvi beszélők nyelve, másrészt nemzetközi közvetítőnyelv, harmadrészt helyi keveréknyelvek és dialektusok szülője.
Ugyancsak speciális eset a héber nyelv esete, mely a liturgia nyelveként és a folyamatos Szentírás-tanulmányozás nyelveként ugyan a mindennapi életből visszaszorult már az ókorban (Palesztinában az arámi nyelv foglalta el a helyét a hétköznapokban), de a szent szövegek és imák a nyelv ismeretét és tudatát egyfolytában ébren tartották, sok középkori és újkori tudós rabbi, írásmagyarázó valójában anyanyelvi szinten ismerte a nyelvet, ráadásul a zsidóság helyi, az anyaország nyelvéből kialakult nyelveire (például: ladino nyelv, jiddis nyelv) óriási befolyással volt mind szókincsben, mind nyelvtani jelenségek tekintetében. A hébert a cionizmus mozgalmának úttörői újították fel, tették modern használatra alkalmassá (számos nyelvből kölcsönzött szavakkal), mai változatát a „héber” szó izraeli ejtése alapján „ivrit” nyelvnek is szokás nevezni, de ez valójában nem más, mint a mai héber, Izrael hivatalos nyelve.

## A holt nyelvek felosztása
A holt nyelvek feloszthatók
- írásbeliséggel rendelkező holt nyelvekre, valamint
- írásbeliséggel nem rendelkező holt nyelvekre.

Holt nyelv lehet mesterséges és természetes nyelv is.
A mesterséges nyelv kategóriát sok tudós jelenleg is vitatja, ezért a mesterséges-holt nyelvek és az élő-természetes nyelvek szerintük jobb megkülönböztetésre adnak lehetőséget.

## Holt nyelvek és nyelvcsaládok
A világon jelenleg „beszélt” nyelvek/nyelvjárások száma 5–6000-re tehető. Az egyértelműen kihaltnak tekinthető ismertebb nyelvek és nyelvcsaládok az alábbiak:
- Indoeurópai nyelvcsalád
  - anatóliai nyelvek (hettita, lúviai, palái, lüd (líd), lík stb.)
  - keleti germán nyelvek (gót, vandál, gepida stb.)
  - ókelta nyelvek (gall, keltibér, leponti stb.)
  - óperzsa nyelv (régi indoiráni nyelv)
  - óporosz nyelv (régi balti nyelv)
  - ókori itáliai nyelvek (oszk, umber stb.)
  - ókori balkáni nyelvek (illír, trák, makedón, ógörög nyelv stb.)
  - tokhár nyelv
  - luzitán nyelv (őskelta?)
- Afroázsiai nyelvcsalád
  - akkád-babiloni
  - föníciai és pun, moábi, edomi, ammoni
  - egyiptomi
- Megfejtetlen ókori nyelvek[1]
  - sumer nyelv
  - elámi nyelv
  - etruszk nyelv
  - ibér nyelv és különféle mediterrán nyelvek[2]
- Számos indián nyelv és nyelvcsalád

## Az utolsó beszélők
Itt csak azokat a nyelveket (néhol nyelvjárást) soroljuk fel, amikről biztosan tudjuk, datálva, hogy kik voltak az utolsó beszélői.
- Akkala számi: Marija Szergina (2003)
- Alsea: John Albert (1842)
- Beothuk: Shanawdithit (polgári nevén: Nancy April) (1829)
- Bo: Boa Sr (2010) - A bo a világ egyik legrégebbi nyelve, egyike volt az Indiához tartozó Andamán- és Nikobár-szigeteken beszélt 10 ősi nyelvnek. Utolsó anyanyelvi beszélője 85 éves korában hunyt el. (Forrás: MTI, 2010. február 5.)[3]
- Chitimacha: Benjamin Paul (1934) és Delphine Ducloux (1940)
- Barbareño: Mary Yee (1965)
- Dalmát - Vegliot nyelvjárás: Tuone Udaina Burbur (olaszul: Antonio Udina) (1898) - érdekesség: egy anarchista bombája ölte meg
- Eyak: Marie Smith Jones (2008)
- Felső Umpqua: Wolverton Orton (1942)
- Galice nyelvjárás: Hoxie Simmons (1963)
- Hanis: Martha Johnson (1972)
- Kakadu: Big Bill Neidjie (2002)
- Kitanemuk: Marcelino Rivera, Isabella Gonzales és Refugia Duran (1937)
- Korni: Dorothy Pentreath (1777)
- Manx: Ned Maddrell (1974)
- Mbabaram: Albert Bennett (1972)
- Miluk: Annie Miner Peterson (1939)
- Mohegan: Fidelia Fielding (1908)
- Molala: Fred Yelkes (1958)
- Munichi: Victoria Huancho Icahuate (az 1990-es évek vége)
- Natchez: Watt Sam és Nancy Raven (az 1930-as évek eleje)
- Négerholland: Alice Stevenson (1987)
- Nooksack: Sindick Jimmy (1977)
- Pentlach: Joe Nimnim (1940)
- Takelma: Molly Orton (vagy Molly Orcutt) és Willie Simmons (1934)
- Tataviam: Juan José Fustero (1913) - már csak pár szóra emlékezett
- Tualat nyelvjárás: Louis Kenoyer (1937)
- Tunika: Sesostrie Youchigant (a 20. század közepe)
- Ubih: Tevfik Esenç (1992)
- Wiyot: Della Prince (1962)
- Yamhill nyelvjárás: Louisa Selky (1915)
- Yana: Ishi (1916)
- Yoncalla:  Laura Blackery Albertson (1937) - már csak részben emlékezett rá

A korni nyelv egykori utolsó beszélőjének, Dorothy Pentreath-nek utolsó szavai állítólag ezek voltak:
„Me ne vidn cewsel Sawznek!” („Nem akarok angolul beszélni!”)